# Pseudomystus
Pseudomystus is een geslacht van straalvinnige vissen uit de familie van de stekelmeervallen (Bagridae).

## Soorten
- Pseudomystus bomboides Kottelat, 2000
- Pseudomystus breviceps (Regan, 1913)
- Pseudomystus carnosus Ng & Lim, 2005
- Pseudomystus flavipinnis Ng & Rachmatika, 1999
- Pseudomystus fumosus Ng & Lim, 2005
- Pseudomystus funebris Ng, 2010
- Pseudomystus heokhuii Lim & Ng, 2008
- Pseudomystus inornatus (Boulenger, 1894)
- Pseudomystus leiacanthus (Weber & de Beaufort, 1912)
- Pseudomystus mahakamensis (Vaillant, 1902)
- Pseudomystus moeschii (Boulenger, 1890)
- Pseudomystus myersi (Roberts, 1989)
- Pseudomystus robustus (Inger & Chin, 1959)
- Pseudomystus rugosus (Regan, 1913)
- Pseudomystus siamensis (Regan, 1913)
- Pseudomystus sobrinus Ng & Freyhof, 2005
- Pseudomystus stenogrammus Ng & Siebert, 2005
- Pseudomystus stenomus (Valenciennes, 1840)
- Pseudomystus vaillanti (Regan, 1913)